# Dream Again (ワン・リーホンの曲)
「Dream Again」（ドリーム・アゲイン）は、ワン・リーホンの日本3枚目シングル。2004年4月21日にソニー・ミュージックジャパンインターナショナルより発売された。

## 概要
タイトル曲「Dream Again」はブルボン「チュエル」のCMソング。また台湾ではマツダの乗用車「mazda3（日本名・アクセラ）」のCMソングに使われた。カップリング曲「ふるえる心」は4枚目のアルバム「白紙」に収録されている日本語バージョン曲。
CDジャケットは、日本で撮影したオリジナルジャケット仕様。

## 収録曲
1. Dream Again [4:11]
作詞：ワン・リーホン - 日本語詞：山本成美 - 作曲：ワン・リーホン - 編曲：金子隆博
ブルボン「チュエル」CMソング
2. ふるえる心（Japanese Version） [4:44]
作詞：ワン・リーホン - 作曲：ワン・リーホン - 編曲：ワン・リーホン